# ハバナの戦い (1762年)
ハバナの戦い（ハバナのたたかい、英語: Battle of Havana）は七年戦争中の1762年6月から8月にかけて、イギリス軍によるスペイン領ハバナの包囲と占領。ハバナは当時スペインのカリブ海における海軍の拠点であり、その占領はスペイン海軍に著しい損害を与えた。その後、1763年に戦争を終結させたパリ条約によりハバナはスペインに返還された。

## 背景

### スペイン軍の準備
七年戦争に参戦しようとしたスペイン王カルロス3世は宣戦布告の前にスペインの植民地をイギリス海軍から守るための準備をした。彼はフアン・デ・プラドをキューバの守備の総指揮官に任命し、デ・プラドは1761年2月にハバナに入って要塞を強化した。
1761年6月、グティエレ・デ・エビア率いる戦列艦7隻が2個歩兵連隊の増援（エスパーニャとアラゴン、約1,000人）とともにハバナに到着したが、黄熱が流行して、包囲戦のときには兵士3,850人、海員5,000人、民兵2,800人に目減りしていた。
ハバナは当時、西インド諸島において最良の港であった。その入り口は幅が180メートルで長さが800メートルと広く、港内に戦列艦を100隻停泊させることは簡単だった。またハバナには1等艦を建造できる造船所もあった。
ハバナの入り口は強固な要塞2つにより守られていた。北側のカヴァノス山にあるのはモロ城で砲台64門があり、700人が駐留していた。南側はサン・サルバドル・デ・ラ・プンタ城があり、また両城の間には防材があった。ハバナ自体は南側にあり、周りに長さ5キロメートルの城壁があった。

### イギリス軍の準備
スペインと開戦してから、イギリスではハバナへの侵攻の計画が立てられていた。アルベマール伯爵ジョージ・ケッペルが遠征を指揮し、ジョージ・ポコックが艦隊の指揮官に就任した。計画はまた、ジェフリー・アマーストにアメリカから4千人の遠征軍を派遣、8千人をフランス領ルイジアナ攻撃に送り出すことを求めた。
4,365人の遠征軍は2月に集結し、3月5日にイングランドのスピットヘッドで兵員運送船64隻に乗って戦列艦7隻とともに出港、4月20日にバルバドスに到着した。5日後、遠征軍は直近に征服したマルティニークのフォール＝ロワイヤルでまだ8,461人残っていたロバート・モンクトンの遠征軍とジョージ・ロドニーの戦列艦8隻と合流、総勢15隻となった。
5月23日、サン＝ドマング（現ハイチ）の北西についた遠征軍にジェームズ・ダグラスがジャマイカのポート・ロイヤルから加勢、今やアルベマール伯の遠征軍は戦列艦21隻、ほか軍艦24隻、その他の船168隻、正規軍12,826人、雇い船員3,000、海員14,000という大軍になっていた。

## 包囲

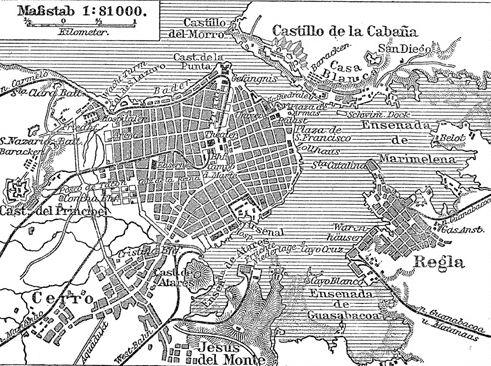
ハバナの地図

6月6日、イギリス艦隊はハバナに接近した。イギリスの戦列艦12隻はすぐさまにハバナへの入り口を封鎖した。侵攻計画は北側のモロ城を正式なヴォーバン風の包囲戦で落として、スペインに降伏を強いるというものだったが、要塞が岬の上に位置し、海側から塹壕を掘り進めることが不可能で、さらに大きな溝があって陸上からの侵攻を防いでいることを考慮に入れなかった。
プラドとヘヴィア率いるスペイン軍はイギリスの大軍に驚いて、遅滞戦術をとり、救援軍かイギリス軍に黄熱が蔓延するかハリケーンがイギリス艦隊を散らすかを期待した。このため、スペイン艦隊が港内にとどまる代わりにその海員や砲手たちはモロ城とプンタ城に駐留、海軍の士官が指揮を執った。戦艦の大砲や火薬も両要塞に移動された。一方、町の守備には正規軍がついた。
水路の入り口は防材で塞がれ、さらに状態の悪い戦列艦3隻（アシア、エウローパ、ネプトゥーノ）を防材の後ろで自沈させた。モロ城の重要性はスペイン軍も気づいていたので、その守備を最優先としたのであった。
6月7日、イギリス軍はハバナの北東に上陸、翌日に西へ進軍した。スペインの民兵隊は蹴散らされ、その日の終わりにはハバナの外縁に着いた。スペイン側ではルイス・ビセンテ・デ・ベラスコ・イ・イスラがモロ城守備の総指揮官に任命された。

### エル・モロ包囲

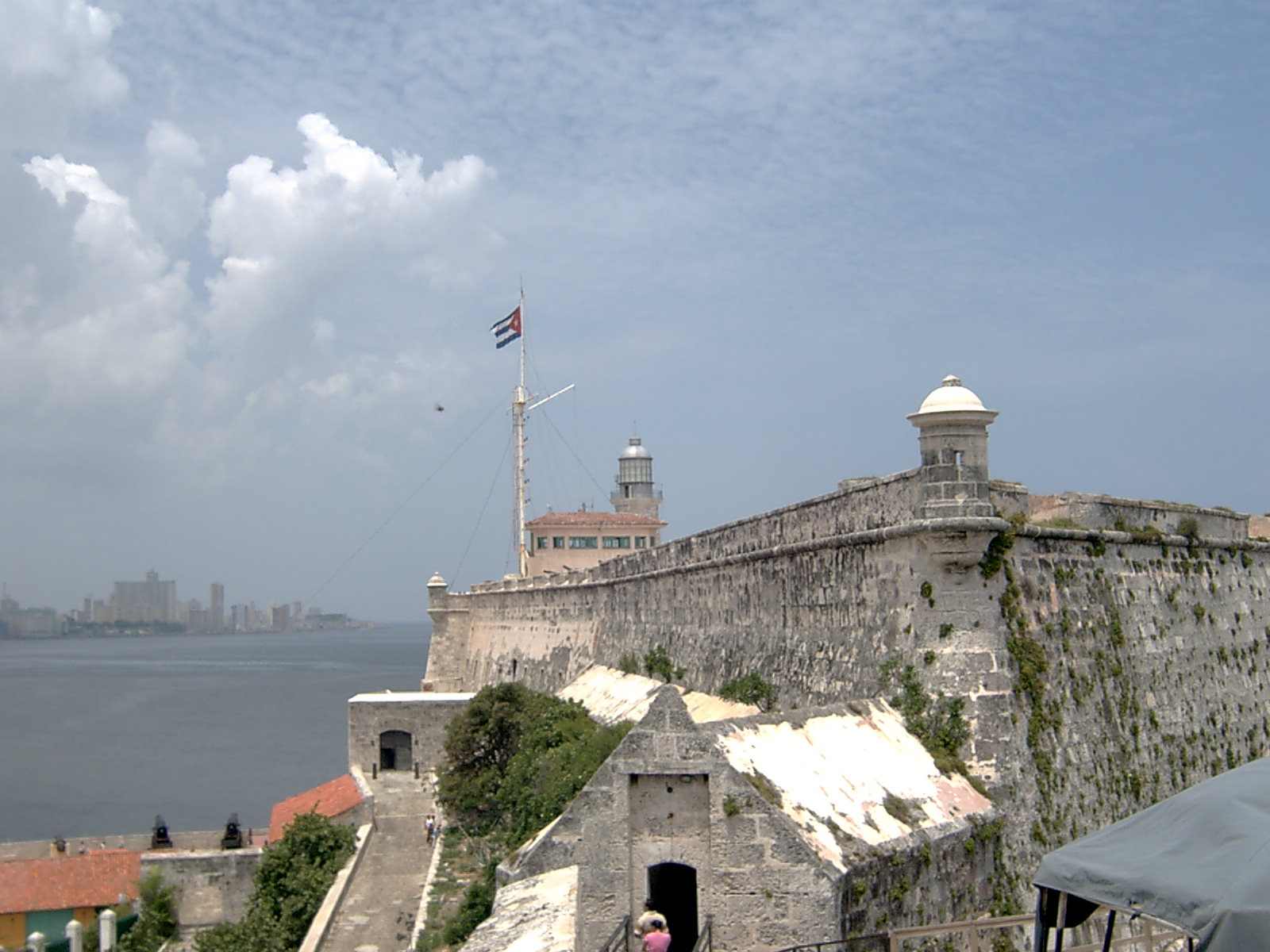
1589年に築かれたモロ城、2006年撮影。

6月11日、イギリス軍はカヴァノス山にあるスペインの孤塁を強襲、占領した。ここでようやくモロ城の強固さに気づいたイギリスの指揮官は翌日に攻城兵器が到着するとカヴァノス山より約7メートル高いラ・カバナ山で砲台を築いた。ラ・カバナ山は戦略的な要地であり、スペイン王がプラドへ直にラ・カバナ山を要塞化するよう命令を下したにもかかわらず、なぜかスペイン守備軍がおらず放棄されていたためイギリスに占領された。
6月13日、イギリス軍の1隊は港の西側にあるラ・チョレラ塔に上陸した。そのころ、工兵のパトリック・マッケラー大佐はモロ城の攻城について考えていた。塹壕を掘ることが不可能だったため、彼はモロ城の排水溝に向けて胸壁を築くことを選択し、それが完成するとモロ城の稜堡を爆破してそのまま軍が雪崩れ込む作戦を立てた。
22日、重砲12門と臼砲38門を含むイギリス砲台4つがラ・カバナ山からモロ城へ砲撃した。砲撃の援護もあって、マッケラーは胸壁を徐々に排水溝へ前進させた。
29日までに、イギリス軍は毎日の砲撃の数を500発まで上昇させ、ベラスコは毎日約30人の兵士を失った。スペイン軍は毎晩要塞を修復していたが、その仕事がハードすぎて3日ごとに兵士を交替させなければならなかった。ベラスコはこの状況をプラドに説明して、イギリス砲台に対する強襲が必要であることを納得させた。29日の黎明、スペイン軍988人がイギリス砲台を後ろから奇襲したが、イギリス軍はすぐさま応戦してスペイン軍を追い出し、砲台の損傷を最小限に抑えた。

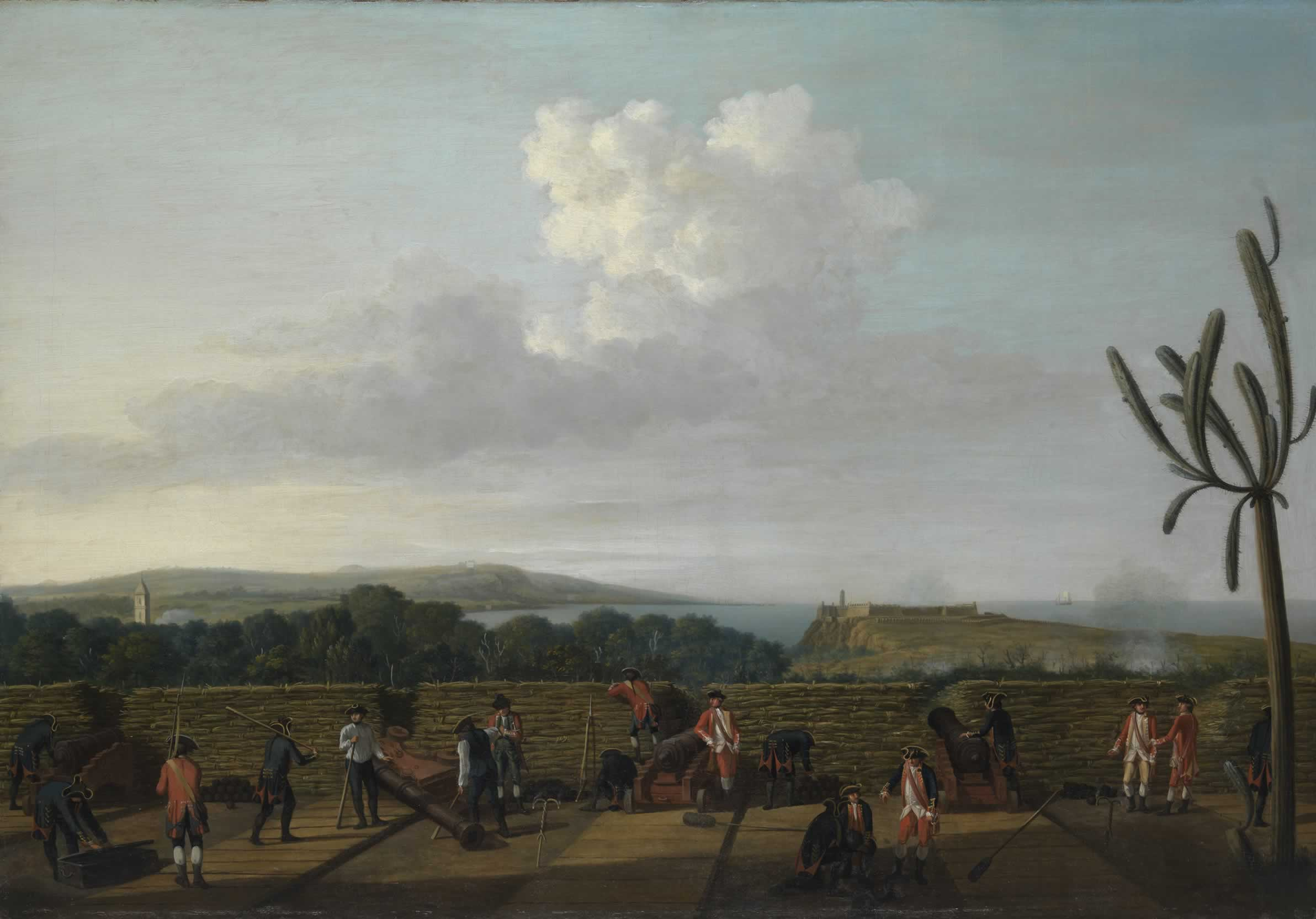
モロ城外のイギリスの攻城砲台、ドミニク・セレス作。

7月1日、イギリス陸軍と海軍は同時にモロ城へ攻撃した。海軍は戦列艦4隻（スターリング・キャッスル、ドラゴン、マールバラ、ケンブリッジ）を派遣して、陸上の砲台とともにモロ城へ砲撃したが、モロ城が山上にあるため艦砲射撃の効果は弱く、逆にモロ城の大砲30門の反撃で死傷者192人と戦列艦3隻沈没という損害を出して撃退された。一方、陸上からの砲撃の効果ははるかに高く、その日の終わりにはモロ城のイギリス砲台に向けている砲台のうち、3門を除いて全て破壊された。
2日、イギリスの胸壁が炎上して砲台が崩れ落ち、強襲の危険が一時去ったためベラスコは機に乗じて砲台や城壁を修復した。
ハバナに到着した以降、イギリス軍は黄熱に悩まされ、すでに実力が半減していた。大西洋のハリケーンシーズンがもうすぐ来るため、アルベマールに残された時間は少なかった。彼は砲台の再建を命令し、戦艦数隻の大砲を陸上に移動させた。
17日までに、再建されたイギリス砲台はベラスコの大砲を2つ除いて全て破壊した。大砲の援護なくして、スペイン軍には城壁を修復するすべがなかった。マッケラーは攻城兵器の建造を再開したが、軍の状態が悪く、建造は緩慢にしか進まなかった。イギリス軍の唯一の望みは北アメリカからの増援であった。
20日、攻城兵器の建造が進んだことでイギリス軍はモロ城の右のほうにある稜堡の爆破を準備する（爆弾を設置する）ことができた。一方、スペインからの抵抗がなくなったイギリス砲台は毎日600発もの砲弾を撃ち、スペイン軍に60人の死傷者を出した。砲台の破壊に失敗したベラスコはイギリスの攻城兵器を破壊することが唯一の望みとなり、22日の朝4時にスペイン軍1,300人がハバナから出撃して、モロ城の周りの攻城兵器を攻撃したが、このソーティ攻撃は失敗した。
24日、アルベマールはベラスコに降伏を勧告、彼自身が降伏文書を起草することを許可したが、ベラスコは武力行使で解決すると返答した。

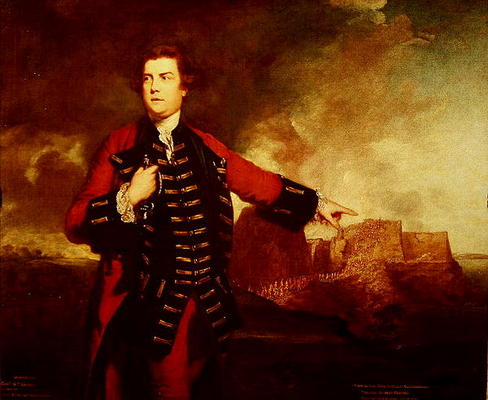
ウィリアム・ケッペル、モロ城の強襲。ジョシュア・レノルズ作。

7月27日、バートン大佐率いる北アメリカからの増援がようやく到着した。道中でフランスに襲われ、約500人が捕虜になったが、それでも数千人いた。
29日、モロ城の稜堡の近くでイギリスの爆弾の設置が完了した。アルベマールは突撃を1回命令して、ベラスコを降伏させようとしたが、ベラスコは逆に必死に反撃して、海上から排水溝にいるイギリス軍を攻撃しようとした。
30日の朝2時、スペインのスクーナー2隻が海上から排水溝を攻撃したが失敗して撤退した。13時、イギリス軍はようやく爆弾を爆発させた。爆発の破片は排水溝に散乱していたが、アルベマールは通過は可能と判断して、選りすぐりの精兵699人を稜堡へ送り出し、スペイン軍が反撃する前に16人が稜堡に到着した。ベラスコは稜堡へ急いだが乱戦の中で重傷を負った。イギリス軍がモロ城を占領すると、ベラスコはハバナへ運ばれた。

スペイン領ハバナの紋章

31日の21時、ベラスコは戦傷が原因で死亡した。イギリスは今やモロ城を占領したので、町への攻撃も湾への攻撃も自由にできた。イギリス軍はモロ城からラ・カバナ山にかけて砲台を築いて砲撃を準備した。

### スペインの降伏
8月11日、プラドがアルベマールの降伏勧告を拒否すると、イギリスはハバナに砲撃した。イギリスの大砲47門、臼砲10門と曲射砲5門がハバナから500メートルから800メートル離れた場所から一斉に砲撃して、日没までにラ・プンタ要塞の抵抗は静まった。プラドには降伏の選択肢しか残されていなかった。
8月12日から13日までの降伏交渉を経て、プラドは軍の栄誉を保持して降伏した。ヘヴィアが艦隊を燃やさなかったせいで、イギリス軍はスペイン艦隊を無傷のまま鹵獲した。

## その後
8月14日、イギリス軍は入城した。イギリスはスペイン領西インドにおける最も大事な港を占領しただけでなく、その軍備、1,828,116スペイン・ペソの資金、そして約1,000,000スペイン・ペソの商品を獲得した。さらに、スペイン海軍の戦列艦の2割にあたる10隻（74門艦のアキロン、コンキスタドール、インファンテ、ソベラーノ、70門艦のレイナ、ティグレ、アフリカ、64門艦のサン・アントーニオ、60門艦のサン・ヘナーロ、アメリカ）、フリゲート3隻、ほか戦艦9隻や多くの商船を鹵獲した。さらに、ドックに留まっていた未竣工の80門艦サン・カルロスとサンティアゴ（60門艦または80門艦）も鹵獲した。

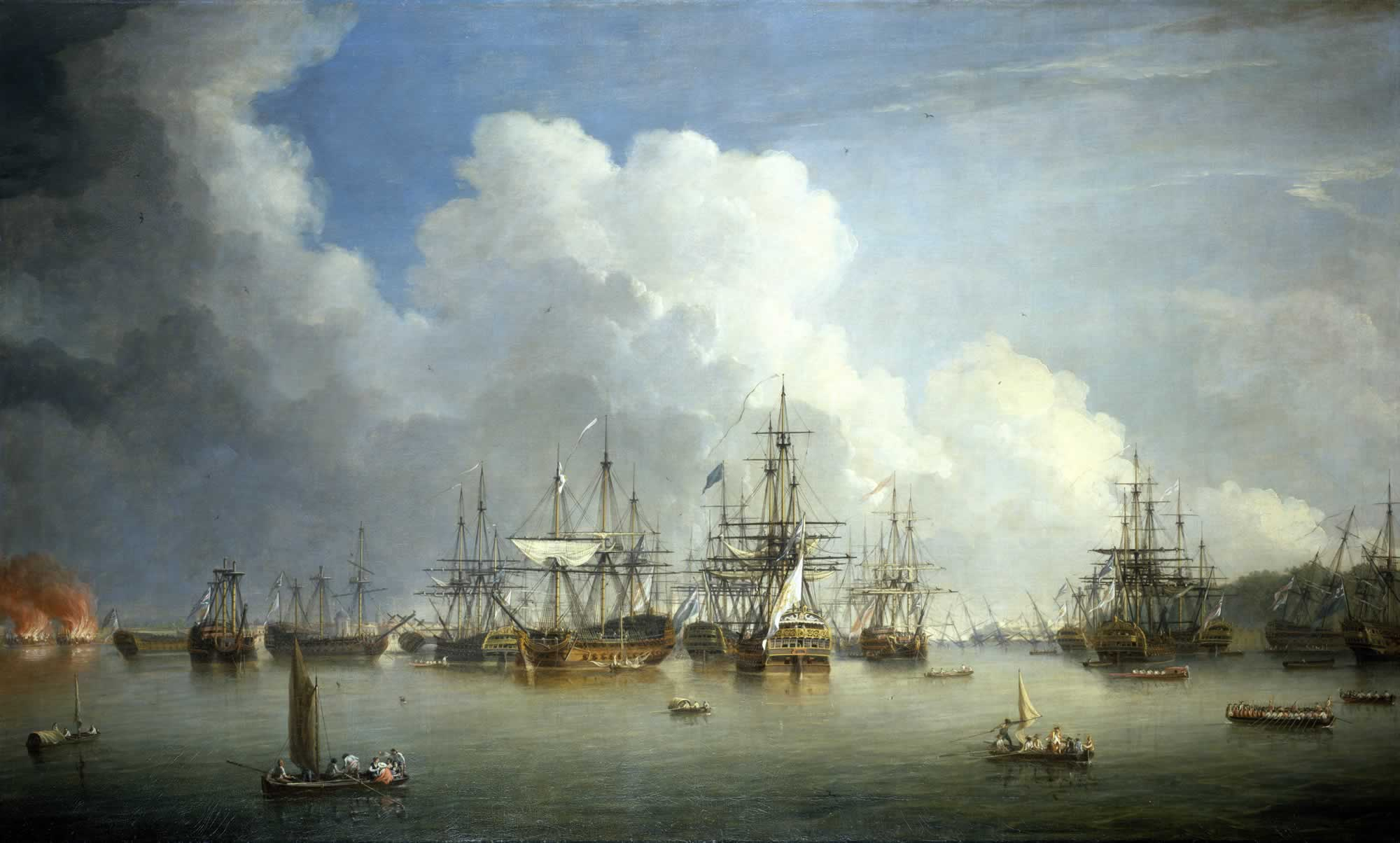
ハバナで拿捕されたスペイン艦隊、1762年8月から9月、ドミニク・セレス作。

イギリスは包囲戦で2,764人を失ったが、10月18日までさらに4,708人が病死した。最も損害の著しい旅団は北アメリカに移送されたが、到着して1か月以内でさらに360人が病死した。戦列艦は3隻が砲撃の損傷により再使用不能の状態になった。戦後すぐ、スターリング・キャッスルはもはや航行に適しないとしてスクラップされ、マールバラは包囲中に受けた攻撃により大西洋で沈没、テンプルは修理にイギリスへ戻る途中で失われた。
プラドとヘヴィアはスペインへ戻った後、軍法会議にかけられ、有罪とされた。
ハバナと西キューバを失ったことはスペインにとって大打撃となった。経済的な損失だけでなく、植民地帝国の名声が地に落ちたことも大きかった。この敗北とイギリスによるマニラ占領はスペイン領西インドとスペイン領東インドの首府が同時に失われたことを意味し、イギリス海軍の優位とスペイン帝国の脆弱さを明らかにした。ジェンキンスの耳の戦争がイギリス政府に軍の見直しを迫ったことと同じく、七年戦争によりスペイン政府は軍の見直しの必要を痛感した。
ハバナとマニラは1763年のパリ条約でスペインに返還されたが、スペインはフロリダとミノルカ島の割譲を余儀なくされ、マニラ返還の代償金を支払わなければならなかった。スペインはフランス側で参戦したこととフロリダを失ったことの補償としてフランスからルイジアナを割譲された。

## ギャラリー
ドミニク・セレスなど多くの画家がハバナの戦いの絵を描いた。

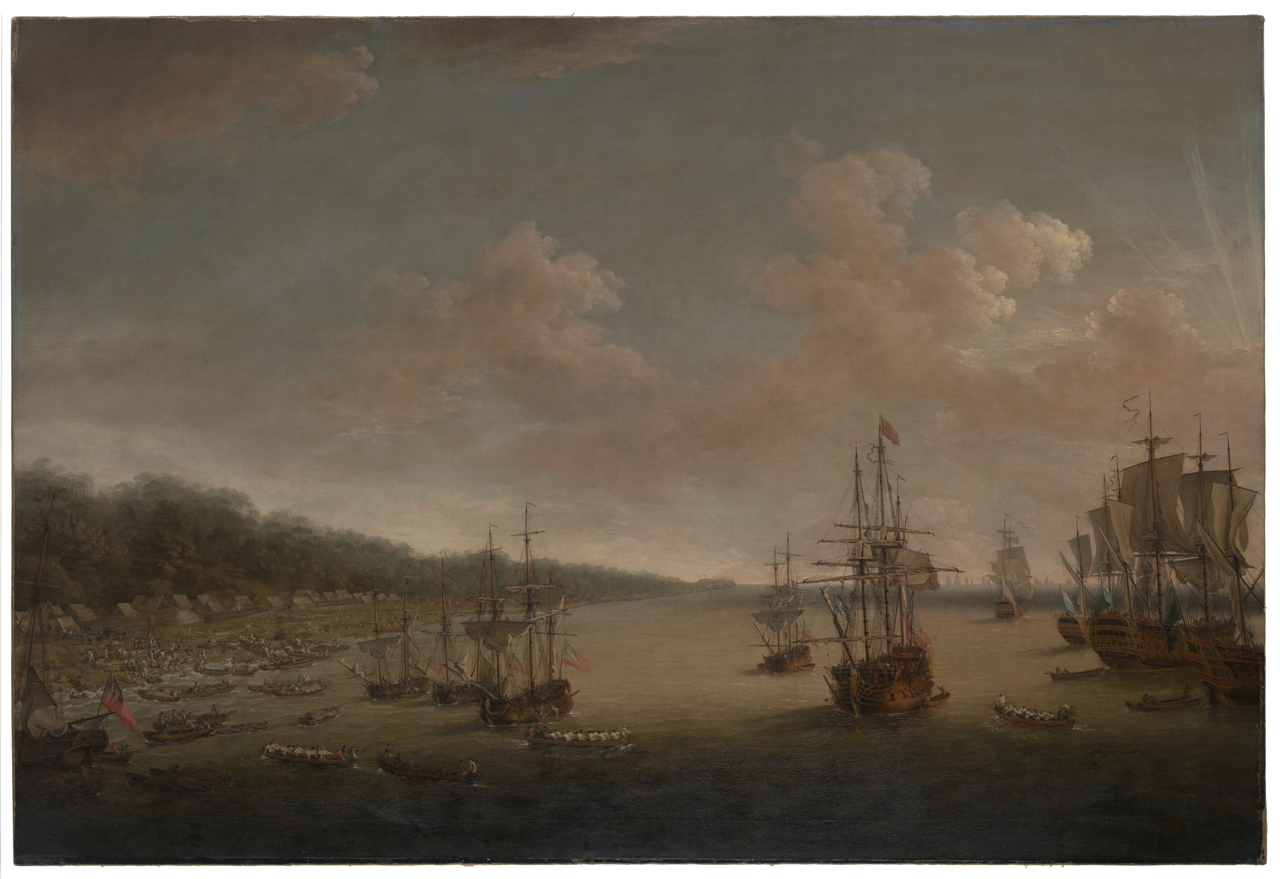
6月7日、上陸。
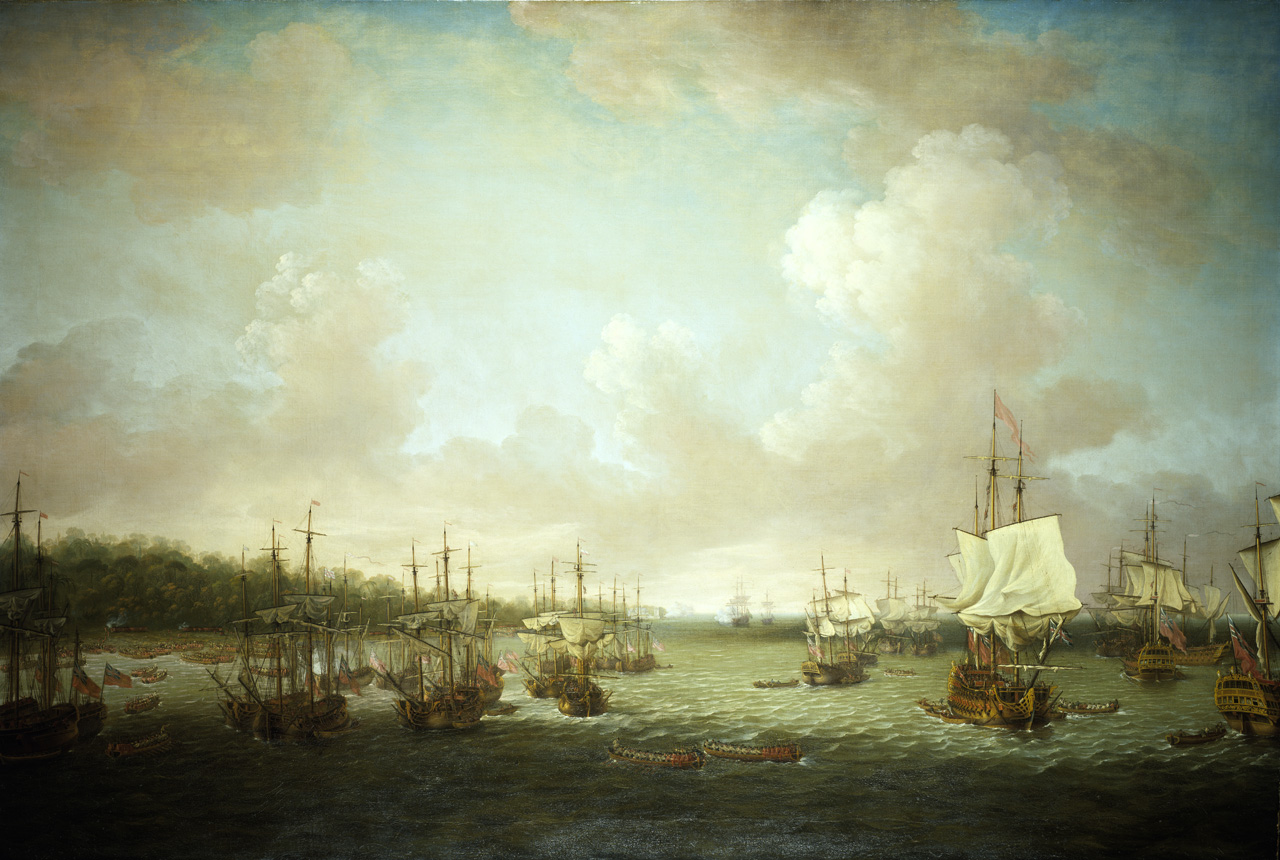
6月30日、大砲の揚陸。
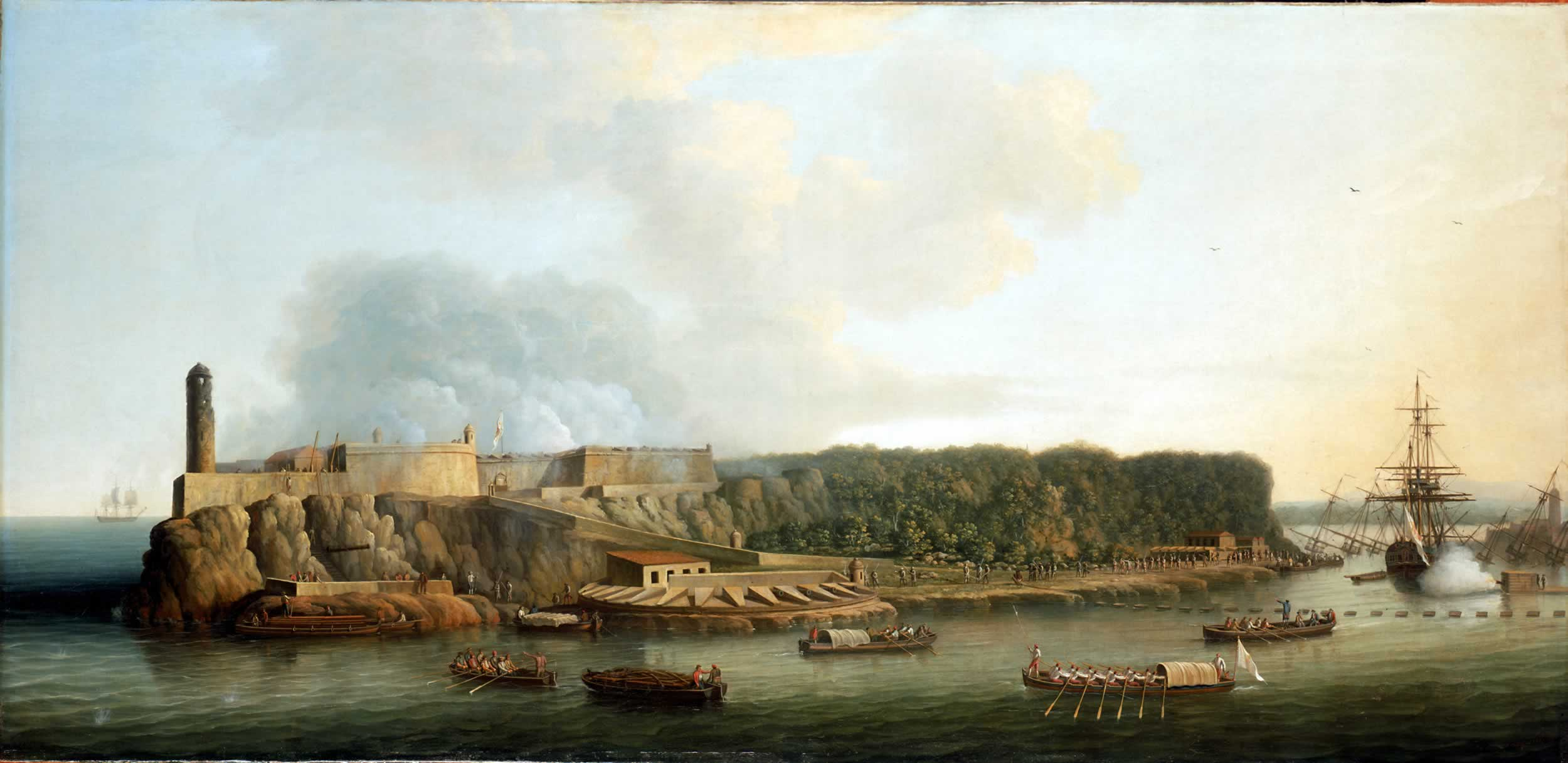
攻撃される前のモロ城と防御用の防材。
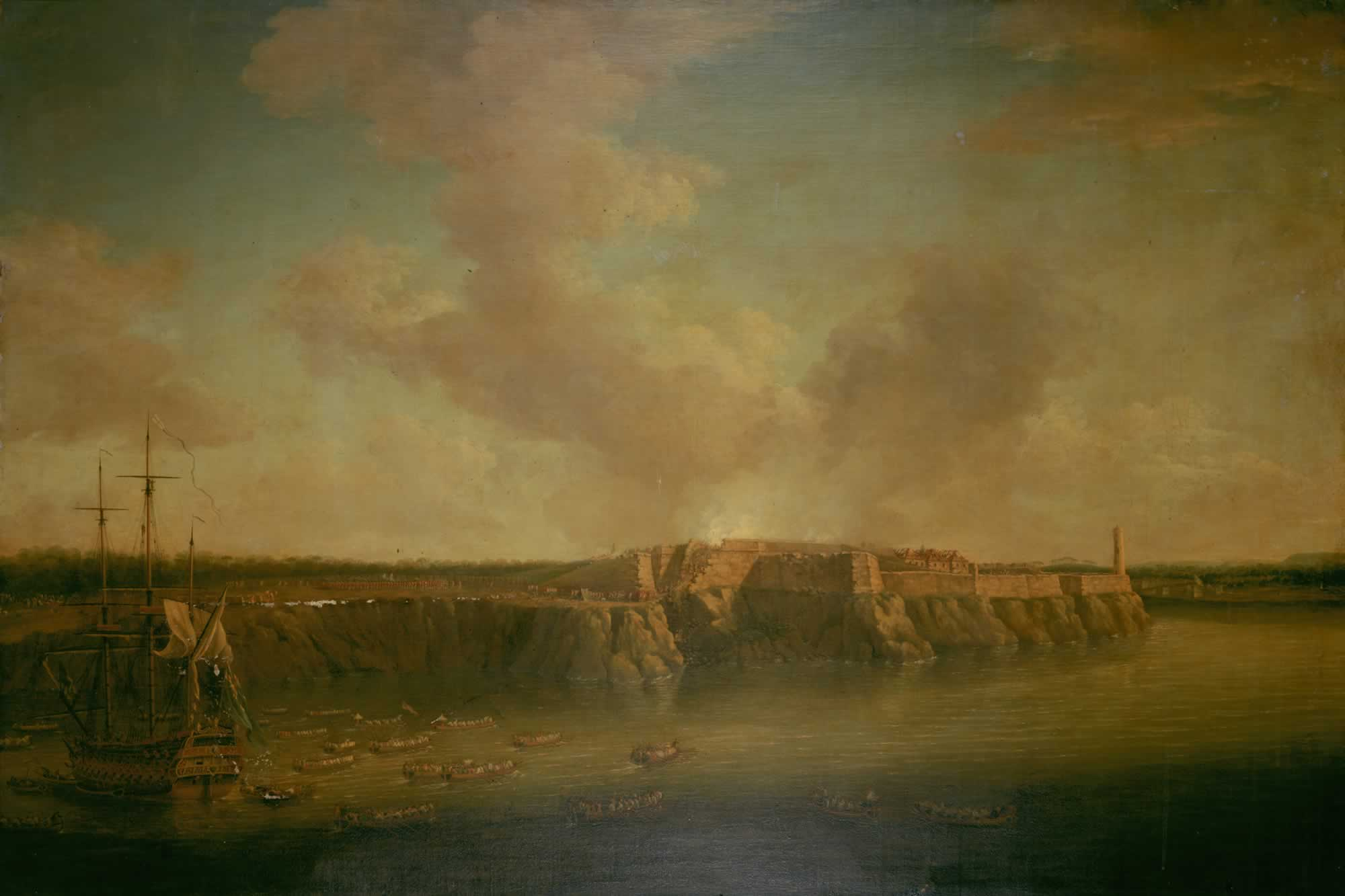
イギリス軍がモロ城に接近。
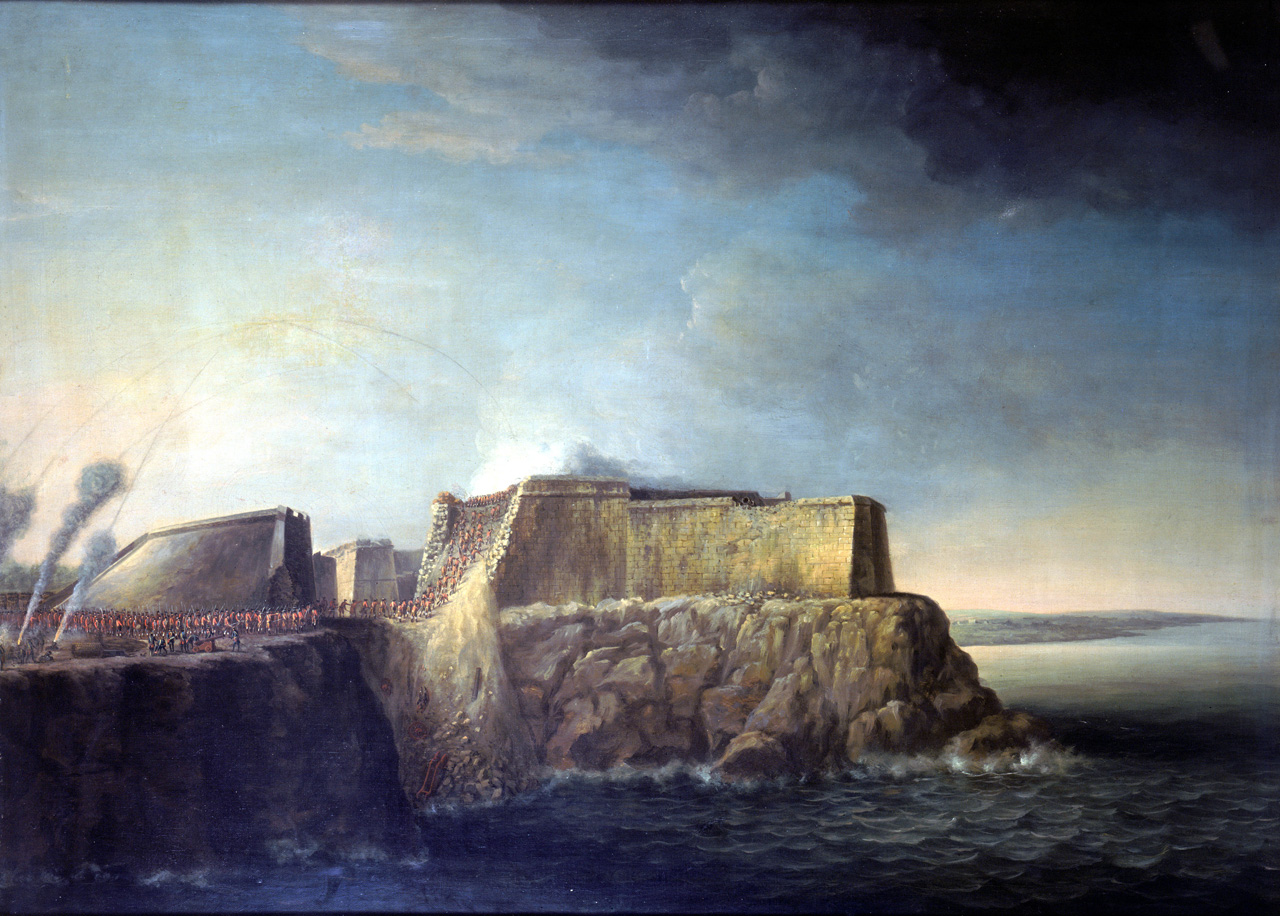
7月30日、モロ城への強襲。
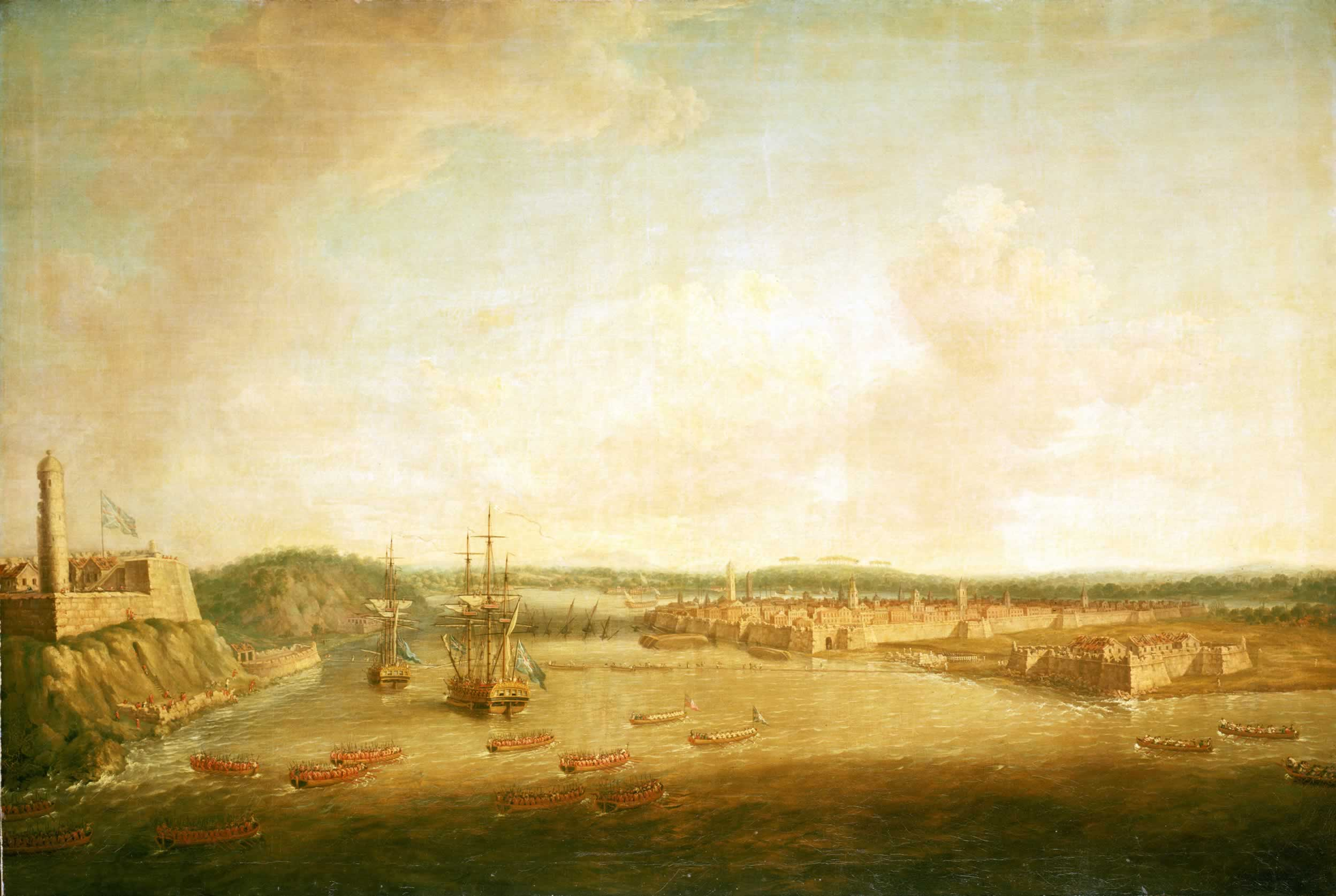
8月14日、町の占領。
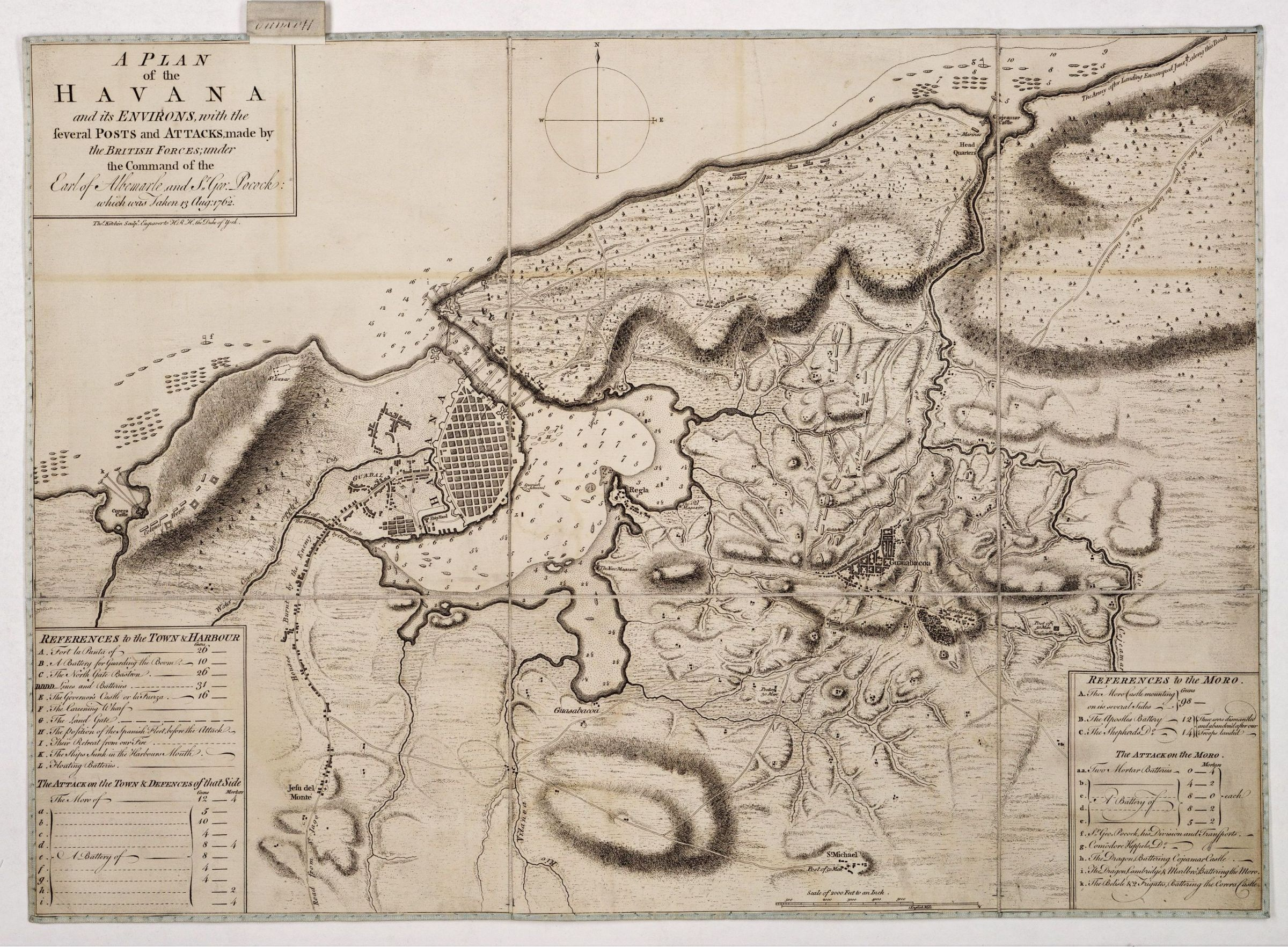
ハバナと周辺の地図、トマス・キッチン（英語版）作。
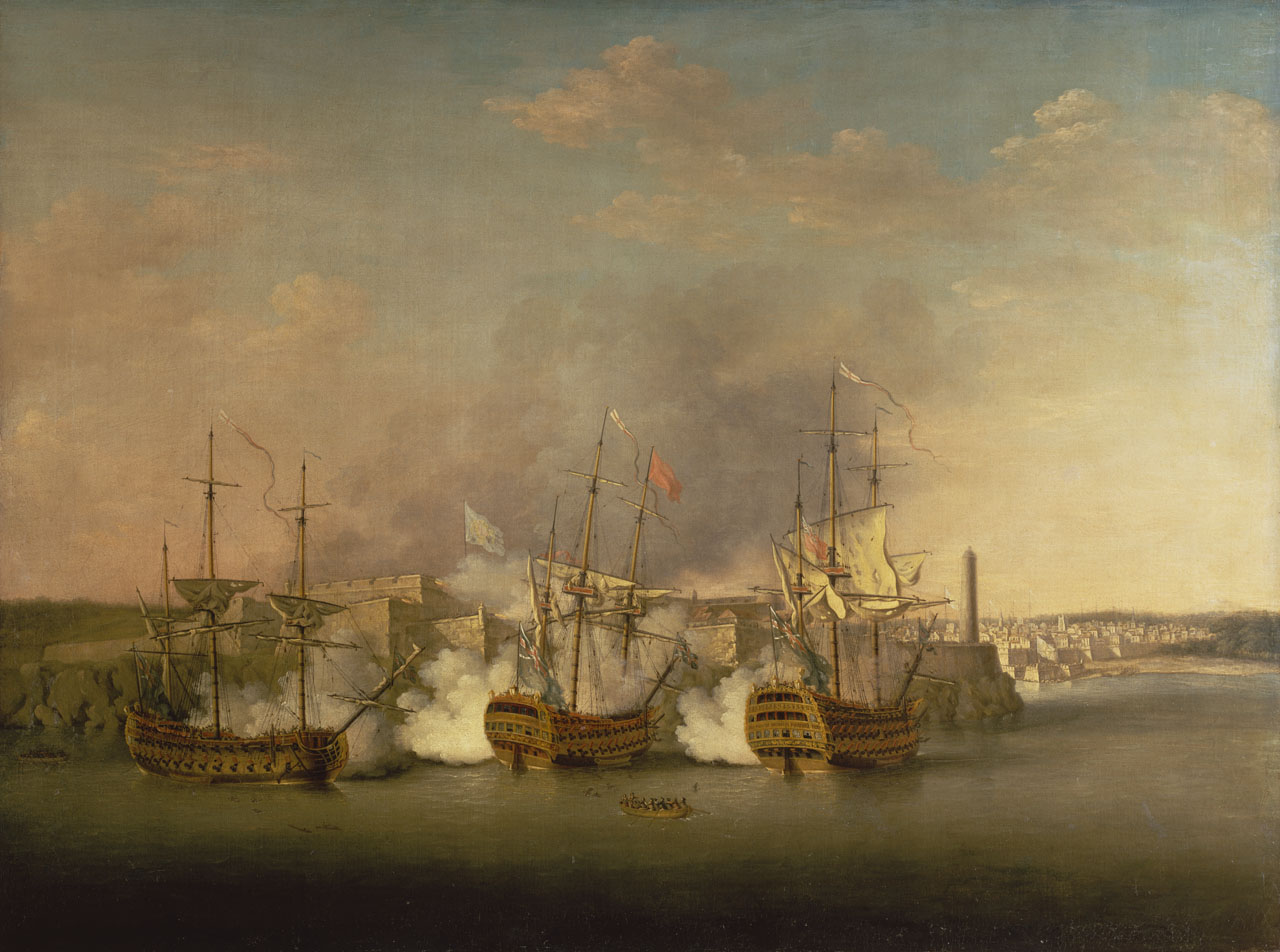
7月1日、モロ城への砲撃、リチャード・ペイトン作。
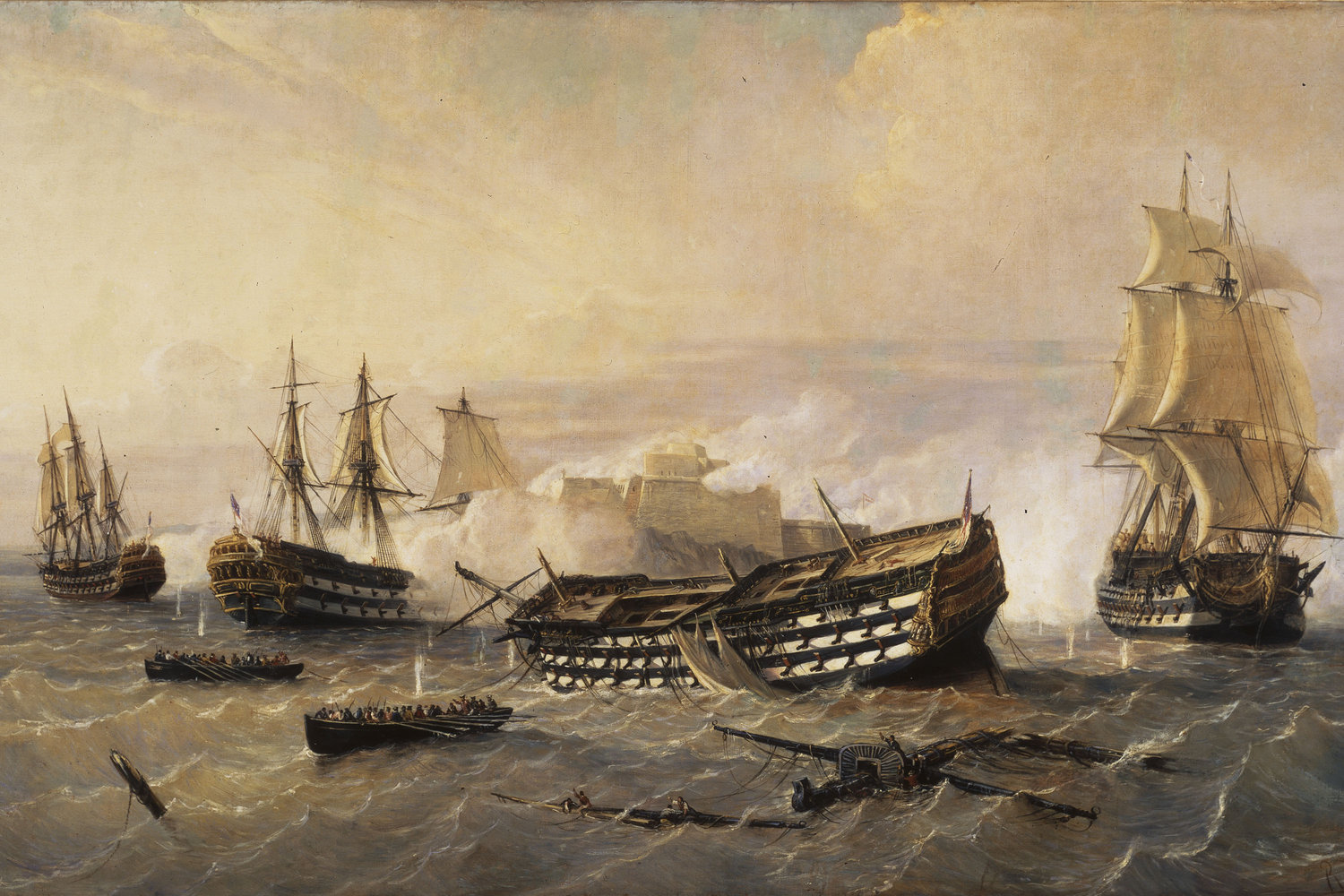
モロ城への砲撃、ラファエル・モンレオン（英語版）作。